# Hádice
Esta página contém alguns caracteres especiais e é possível que a impressão não corresponda ao artigo original.
Um hadith, aportuguesado como hádice ou hadiz (em árabe: الحديث; romaniz.: hadith, pl.  أحاديث‎, aḥādīth) é o registo escrito de comunicações orais (literalmente, 'relatos') do profeta do islão, Maomé, reportada por uma cadeia de narradores, de valor jurídico e religioso, frequentemente ligados à vida e à obra do profeta Maomé. Por extensão, o termo designa o conjunto de tradições relativas aos atos e palavras de Maomé e seus companheiros (Sahaba), incluindo conselhos e justificativas de suas escolhas. Os hádices são também designados pelo nome de "tradições" de Maomé ou de "tradições proféticas". Em geral, os hádices (ahadith) são pequenas histórias sobre a vida do Profeta mas têm um significado maior porque são todos partes constitutivas da islão, Suna, a segunda fonte da lei islâmica (Sharia), depois do próprio Alcorão. Existem milhões de ahadith, classificados segundo a isnad (cadeia de transmissão) e a fiabilidade. Os eruditos muçulmanos definiram o hadith como 'aquilo que Maomé disse, fez ou que viu alguém fazer e, com o seu silêncio, aprovou, ou não repreendeu a pessoa em questão.’ Sira (literalmente, 'vida') refere-se aos ahadith organizados como uma biografia da vida terrena do Profeta.
Para a maioria dos muçulmanos, os hádices contêm uma exposição, com autoridade, sobre os significados do Alcorão. A lei islâmica é deduzida dos atos, afirmações, opiniões e modos de vida de Maomé. Muçulmanos tradicionais acreditam que os eruditos islâmicos dos últimos 1 400 anos foram geralmente bem-sucedidos na interpretação de boa parte dos hádices com que lidaram.
A literatura, como um todo, foi passada de geração a geração, oralmente, até meados do século VIII (menos de 100 anos após a morte de Maomé e seus companheiros), quando foram formadas coleções de hádices. Mais tarde, elas foram editadas. Este processo tomou duas formas:
- musnad - classificação de acordo com os nomes dos tradicionalistas
- musannaf - classificação de acordo com o tema; editada de acordo com o conteúdo.

Os diferentes ramos do islão (sunitas e xiitas) aceitam diferentes coleções de hádices como genuínas.
Tal como o Talmude está para a Torá, no judaísmo, os hádices estão para as leis do Alcorão, no Islão. Hádice é a interpretação autoritativa do Alcorão, mesmo quando a prática corrente está em conflito com o significado do texto.

## A cadeia de autoridades
Todo hádice vem acompanhado de uma lista de autoridades (Isnad), em forma de cadeia de transmissão oral: "X afirma, referindo-se às palavras de Y, que ouviu Z dizer...". Essas cadeias são essenciais na hora de determinar a validade e o alcance da tradição. As cadeias podem ser bastante longas, porém a maior parte delas data de um século ou dois, depois da morte do Profeta. Tudo aquilo que é atribuído a Maomé é, evidentemente, valioso. Mas existem transmissores de tradições que gozam de elevada confiança dos eruditos muçulmanos, enquanto que outros são ignorados.

## Escolas
Diferentes ramos do Islã referem-se a diferentes coleções de hádices, embora o mesmo episódio possa ser encontrado em coleções diferentes. No ramo sunita do Islã, as coleções de ahadith canônicas estão contidas nos seis livros (Kutub al-Sittah), dos quais o Sahih al-Bukhari e o Sahih al-Muslim geralmente são considerados os mais autênticos. Os outros quatro livros são o Sunan Abu Dawood, Jami 'at-Tirmidhi, al-Sunan al-Sughra e Sunan Ibn Majah. No entanto, os Malikis, uma das quatro "escolas de pensamento" sunitas (madhhabs), tradicionalmente rejeitam Sunan Ibn Majah e afirmam o estatuto canônico de Muwatta Imam Malik.
No xiismo duodecimano, as coleções canônicas de ahadit são os quatro livros: Kitab al-Kafi, Man la yahduruhu al-Faqih, Tahdhib Al-Ahkam e Al-Istibsar. A vertente ismaelita do xiismo usa o Daim Al-Islam como coleção de hádices. No ibadismo, a coleção canônica principal é Tartib Al-Musnad, que é uma expansão da anterior coleção Jami Sahih. Já a Comunidade Ahmadi geralmente depende dos mesmos cânones sunitas.
Alguns grupos menores, coletivamente conhecidos como coranistas, rejeitam completamente a autoridade dos hádices.